# Sebastián Palacios Muñoz
Juan Sebastián Palacios Muñoz (Quito, 1 de marzo de 1987) es un deportista, político, licenciado en Finanzas y Relaciones Internacionales ecuatoriano, desde el 2017 al 2021, ocupó el cargo de Asambleísta Nacional del Ecuador por el Distrito 2 de Pichincha correspondiente al sur de Quito. Durante el Gobierno de Guillermo Lasso, asumió el cargo de Ministro del Deporte a partir del 24 de mayo de 2021.

## Biografía
Nació el 1 de marzo de 1987 en Quito, provincia de Pichincha. Realizó sus estudios superiores en la Universidad San Francisco de Quito, donde obtuvo el título de Licenciado en Finanzas y Relaciones internacionales. También alcanzó un MBA en línea, de la Universidad Camilo José Cela. 

## Carrera deportiva
Desde muy pequeño, se dedicó al bicicrós. Durante varios años fue campeón nacional y panamericano de esta disciplina; representó al Ecuador en campeonatos mundiales, logrando la mejor participación en 1999 con el tercer puesto en el mundial de Francia. 

## Vida profesional
De 2011 a 2013 fue Coordinador de Gestión Internacional de la Dirección General de Registro Civil. También trabajó para la Organización de Estados Americanos (OEA) como consultor externo para el desarrollo de Módulo de Cursos Virtuales y como Tutor de Plataformas En línea. 
A mediados de 2014 ingresó al Municipio de Quito como Coordinador de Servicios Ciudadanos. En 2015 se convirtió en Coordinador Institucional de la Secretaría General de Coordinación Territorial. En 2016 asumió el cargo de Director Metropolitano de Gestión de Territorio.
Como Director creó el proyecto Megamingas, una actividad interactiva con la ciudadanía, en las que se busca rescatar una tradición antigua, como son las mingas. El objetivo era compartir con los habitantes mientras se realizaban trabajos en su barrio, al mismo tiempo de acercar la maquinaria municipal a las personas para poder brindar una atención eficiente, sin tanta burocracia. Es un proyecto que se ejecuta hasta el día de hoy en los barrios de Quito.  

## Vida política
En el año 2016, fue seleccionado por el Movimiento SUMA como candidato a la Asamblea Nacional en alianza con el movimiento Creo de Guillermo Lasso, para las elecciones legislativas de 2017. El 19 de febrero del mismo año fue elegido como asambleísta por el distrito 2 de la provincia de Pichincha.  Integra la Comisión de Derecho a la Salud de la Asamblea Nacional. 
Es Coordinador del Grupo Parlamentario del Deporte, desde donde ha trabajado propuestas como la Ley de Erradicación de la Violencia en el Deporte, Más Recursos más deporte en la Ley de Fomento Productivo, entre otros. Actualmente está trabajando en una reforma integral a la Ley del Deporte, Educación Física y Recreación. También es Secretario del Grupo Parlamentario por el Bienestar Animal y participa en el Grupo Parlamentario de Derechos de las Mujeres y el de Prevención de las Drogas.
El 12 de junio de 2019 entregó, junto a los integrantes del Grupo Parlamentario del Deporte la Ley Orgánica del Deporte y la Actividad Física. 
Sebastián Palacios se declaró en el primer debate del Código Orgánico Integral Penal como un feminista. Es un activista de Derechos Humanos. El 6 de agosto de 2019 además intervino en el segundo debate mostrando su clara postura a favor del aborto por violación.
El 26 de abril de 2021, fue designado como Ministro del Deporte por el presidente Guillermo Lasso. Asumió el cargo a partir del 24 de mayo de 2021, día en que Lasso fue posesionado.
Palacios se ha visto envuelto en dos casos de corrupción, el primero cuando fue asambleísta y lo denunciaron por presunto cobro de diezmos y el segundo durante su gestión en el ministerio del deporte, cuando se publicó un chat donde su primo, habría pedido $80,000 USD para la legalización de un equipo deportivo, aduciendo que es familiar del ministro. En ambos casos Palacios no ha desmentido, ni ha afirmado las acusaciones.